# Johann Baptist Martinelli
Pour les articles homonymes, voir Martinelli.
Johann Baptist Martinelli (n. 8 février 1701, Vienne - d. 21 juin 1754, Vienne) était un architecte et constructeur viennois, d'origine italienne.

## Biographie
Fils de l'architecte Franz Martinelli, Johann Baptist Marinelli, l'architecte de la Cour impériale viennoise, a élaboré avec son frère Anton Erhard Martinelli les plans de plusieurs églises baroques dans les pays dirigés par la Maison de Habsbourg. Surtout, il a surveillé les constructions conçues par son frère.

## Quelques œuvres
- La cathédrale de la Sainte-Trinité de Blaj
- L'église de Grossweikersdorf,
- L'église de Dunaalmás.
- Manoir de Dolná Krupá.